# Ausobskya
Genre
Ausobskya est un genre d'opilions laniatores de la famille des Phalangodidae.

## Distribution
Les espèces de ce genre sont endémiques de Grèce.

## Liste des espèces
Selon World Catalogue of Opiliones (07/10/2021) :
- Ausobskya athos Martens, 1972
- Ausobskya brevipes Thaler, 1996
- Ausobskya hauseri Šilhavý, 1976
- Ausobskya mahnerti Šilhavý, 1976

## Étymologie
Ce genre est nommé en l'honneur d'Albert Ausobsky.

## Publication originale
- Martens, 1972 : « Ausobskya athos, der erste Krallenweberknecht aus Griechenland (Opiliones: Phalangodidae). » Mit Bemerkungen zur Familien-Gliederung der europäischen Laniatores. Senckenbergiana biologica, vol. 53, no 5/6, p. 431–440.